# Pi (film)
A Pi (Pi) 1998-ban bemutatott fekete-fehér szürreális pszichológiai thriller, sci-fi film Darren Aronofsky rendezésében.

## A történet

Számítógépek dzsungelében – Max (Sean Gullette)

Max Cohen némileg excentrikus, fiatal, munkanélküli matematikus. New York Kínai Negyedében tengődik egy aprócska, számítógépekkel telezsúfolt lakásban. Max paranoiás, ráadásul néha rettenetes fejfájási rohamai vannak. Azonkívül időnként hallucinál is. Nem tudni, hogy a maga összeállította gyógyszer, esetleg drogkeverék hatására vagy egyéb okból. És szinte teljes társadalmi elszigetelődésben él.
Egy szomszéd kínai kislány figyelt fel különös képességére, hogy fejben nagy számokkal képes hiba nélkül számtani műveleteket végezni, de Max tőle is igyekszik némi produkció után minden alkalommal a lehető leggyorsabban megszabadulni. Max a másik szomszédja, Devi közeledési szándékai elől is kitér.
Azzal tölti napjait, hogy a pí véletlenszerűnek látszó, végtelen számsorozatából próbál következtetni az életben zajló, számértékekkel leírható jelenségekre Euclid (Euklidész) nevű számítógépe segítségével. Nevezetesen éppen a tőzsdei árfolyamok alakulására.
Egy wall streeti nő, Marcy Dawson, a Lancet-Percy jövőkutató cég alkalmazottja is próbál kapcsolatot keresni Maxszel, de előle is menekül.
Egy nap egy új algoritmust próbál ki, de amikor nyilvánvalóan hibás értékeket ad, még bosszankodni sincs ideje, a számítógép meghibásodik, leég. Utolsó leheletével a hibás tőzsdei előrejelzésen kívül kiad egy értelmezhetetlen, 216 számjegyet tartalmazó sorozatot is.
Az újabb kudarc és a számítógép leégése okozta veszteség miatti csalódottsága folytán a szemétbe hajítja a printet, de másnap meglepve értesül róla, hogy a cég az előrejelzésnek megfelelően zuhant a tőzsdén. A printet azonban már nem találja meg. Dühösen keresi fel mentorát, régi columbiás professzorát, Solt, aki szélütése óta felhagyott matematikai kutatásaival. Rendszerint beszélgetésük közben gojátékkal ütik agyon az időt. Sol némileg fellelkesül a 216 számjegyből álló számsor hallatán, de lelkesedése alábbhagy mikor kiderül, Max nem tudja reprodukálni, mi volt az pontosan.
Kedvenc kávézójában mellé szegődik egy Lenny nevű férfi, aki a zsidó misztikában, a Kabbalában használt számmisztikáról, a gemátriáról beszél neki.
Max fejgörcsei egyre szaporodnak és egyre súlyosabbak. Egyre valószínűbb, hogy nem csupán egyszerű, bár súlyos migrénről van valójában szó. Közben kiderül, hogy az előrejelzett visszaesés csupán a kezdet volt. A tőzsde lassan kezd összeomlani. Marcy Dawson továbbra is keresi a kapcsolatot, és cserébe felajánl Maxnek egy Ming Mecca tipusú, nagy teljesítményű, katonai hightech processzort. Lennytől floppyn megkapja a Tórát, Mózes öt könyvét héberül, amiből némi kísérletezés után ismét kinyeri a számot.

Sol

 Max ki akarja szedni Solból, mi az a bizonyos 216 jegyű szám, de Sol csak mellébeszél.
Marcy Dawson és emberei megpróbálják elrabolni Maxet, de a kávéházban megismert Lenny haszid társai a segítségére sietnek. Vezetőjük, Cohen rabbi (aki csak névrokona Maxnek) elmeséli, hogy a haszid zsidók szerint a Templom lerombolása előtt az engesztelés napja szertartásaihoz tartozott, hogy a főpap ekkor, évente egyszer a Frigyláda előtt kimondta Isten 216 betűs nevét. A név viszont a zsidó háború és a Templom lerombolása után feledésbe merült. A haszidok a Tórából próbálják rekonstruálni többek között ezt a nevet is.
Max közli velük, hogy bár hirtelen jött fotografikus memóriájának köszönhetően mégis felidéződött benne az elveszettnek hitt számsor, nem hajlandó elárulni. Annak ellenére sem, hogy a rabbi figyelmezteti, hogy mivel ő nem „tiszta”, Isten neve benne, tudatában csak rombolóan fog hatni.
A férfi újra felkeresi Solt, de a lánya nyit ajtót. Az öreget elvitte a második szélütése. Az asztalon a gotáblára dobva megtalálja Sol cetlijét az általa korábban talált 216 jegyű számmal, ami egyezik az ő számsorával.
Max otthon újra a minden alkalommal súlyosbodó rohama előszelét érzi. Elégeti a számsor példányait, a fejébe pedig belevág egy villanyfúróval, megszabadítva magát a tudástól. Később a parkban mellette ül a kínai kislány a számológépével, és újabb feladvánnyal nyaggatja. Max békésnek és egészségesnek tűnik, és mosolyogva válaszolja a feladványra, hogy nem tudja az eredményt.

## Szereplők
- Maximillian Cohen – Sean Gullette (Görög László)
- Sol Robeson – Mark Margolis (Kristóf Tibor)
- Lenny Meyer – Ben Shenkman (Mertz Tibor)
- Devi – Samia Shoaib (Kiss Virág)
- Marcy Dawson – Pamela Hart (Makay Andrea)
- Cohen rabbi – Stephen Pearlman (Izsóf Vilmos)
- Farrouhk – Ajay Naidu (Seder Gábor)
- Jenna – Kristyn Mae-Anne Lao (Talmács Márta)
- Jenna mamája – Espher Lao Nieves (Koffler Gizella)
- Mrs. Ovadia – Joanne Gordon (Koffler Gizella)
- Jenny Robeson – Lauren Fox (Solecki Janka)
- Bajusztalan férfi – Stanley B. Herman (Csuha Lajos)
- Fényképező – Clint Mansell (Bordás János)
- Ephraim – Tom Tumminello (Seder Gábor)
- Kabbala iskola:
  - Henri Falconi
  - Isaac Fried
  - Ari Handel
  - Oren Sarch
  - Lloyd J. Schwartz
  - Richard Lifschutz
  - David Strahlberg
- Brad, Marcy Dawson egyik embere – Peter Cheyenne (Kajtár Róbert)
- Jake, Marcy Dawson másik embere – David Tawil (Bolla Róbert)
- A fémtáskát felmutató férfi – J.C. Islander
- A fémtáskát vivő férfi – Abraham Aronofsky
- Rendőr – Ray Seiden (hangja: Scott Franklin) (Bordás János)
- Limuzin sofőr – Chris Johnson (Csuha Lajos)
- Neptunusz király – Sal Monte

## Forgatási helyszínek
- Max lakása a film szerint a Bayard Street 67-es számú házban volt.
- A Wing Shoon étterem az East Broadway és Rutgers utca sarkán működött a Kínai Negyedben. (Ma már Wu's Wonton King étterem.)
- A játszótér a Captain Jacob Joseph Playground a Rutgers és a Henry utca sarkán található.
- Sol valahol a Pritchard square tér környékén lakik. Az ottani földalatti megálló. (Bartel-Pritchard Square, Prospect Park Southwest, Brooklyn, New York, Egyesült Államok)
- Utcai jelenet a Mott Street 128.-nál.

## Filmzene
| Cím                                      | Előadó              |
| I Only Have Eyes For You                 | Stanley Herman      |
| Drippy                                   | Banco de Gaia       |
| P.E.T.R.O.L.                             | Orbital             |
| Kalpol Intro.                            | Autechre            |
| Full Moon Generator (Electric Skychurch) | James Lumb          |
| A Low Frequency Inversion Field          | Spacetime Continuum |
| Some Of These Days                       | Joanne Ovadia       |
| Angel                                    | Massive Attack      |

## CD
Clint Mansell filmzenéje a Thrive Recordsnál jelent meg 1998. július 21-én. AllMusicon közzétett tetszési pontszáma 4,5 (a lehetséges 5-ből).
| #   | Cím                                        | Előadó              | Hossz   |
| 1.  | πr²                                        | Clint Mansell       | 1:29    |
| 2.  | P.E.T.R.O.L.                               | Orbital             | 6:22    |
| 3.  | Kalpol Intro                               | Autechre            | 3:30    |
| 4.  | Bucephalus Bouncing Ball                   | Aphex Twin          | 6:02    |
| 5.  | Watching Windows (Ed Rush & Optical remix) | Roni Size           | 6:35    |
| 6.  | Angel                                      | Massive Attack      | 6:10    |
| 7.  | We Got the Gun                             | Clint Mansell       | 4:52    |
| 8.  | No Man's Land                              | David Holmes        | 6:18    |
| 9.  | Anthem                                     | GusGus              | 4:52    |
| 10. | Drippy                                     | Banco de Gaia       | 8:37    |
| 11. | Third from the Sun                         | Psilonaut           | 5:10    |
| 12. | A Low Frequency Inversion Field            | Spacetime Continuum | 6:58    |
| 13. | 2πr                                        | Clint Mansell       | 3:05    |
|     |                                            | Teljes játékidőː    | 1:10:03 |
Alkotók:
- Design – Jeremy Dawson, Sneak Attack
- Executive producer – Eric Watson, Ricardo Vinas, Sioux Zimmerman
- Hangmérnök – Mark Fellows
- Írta (filmben is szereplő szöveg) – Darren Aronofsky, Sean Gullette

## Díjak
- 1998 – Sundance Filmfesztivál – Legjobb rendező – Darren Aronofsky
- 1998 – Gotham Award – Legjobb film
- 1999 – Chlotrudis-díj – Legjobb operatőr – Matthew Libatique
- 1999 – Floridai Filmkritikusok díja – Legjobb új filmkészítő – Darren Aronofsky
- 1999 – Independent Spirit Award (USA) – Legjobb forgatókönyvíró (az első forgatókönyvéért) – Darren Aronofsky

## Érdekességek
- A film legelején a feliratoknál a képernyőn futó számsorozatnak csak az első nyolc jegye egyezik meg a Pi számjegyeivel.
- Arra, hogy Max a pível kísérletezik, hogy a pí számjegyei szerepelnek valamilyen formában az algoritmusaiban, nincs konkrét formában elhangzó utalás a filmben. Azonban homályosan erre utal a címen, a címfeliratok mögött futó számsorozaton és Max firkálgatásain kívül, hogy Sol annak idején a pí számjegyeinek mintázatait kutatta, és ennek kapcsán találkozott először azzal a bizonyos 216 jegyű számmal, amivel Max is. Továbbá enélkül a film olyan lenne, mintha Tolsztoj az Anna Karenina helyett mondjuk az Igor címet adta volna a regényének. Bár a modern dramaturgiától ez a megoldás sem lenne ma már teljesen idegen.
- A cselekmény néhány további részlete is az alkotók közléseiből derül ki, és valójában nem jelennek meg a filmben. Például hogy Maxnak ún. Cluster-fejfájás rohamai vannak. Vagy, hogy Sol a volt Szovjetunióból emigrált, ahol a Gulágot is megjárta. Kezein ezért láthatók börtöntetoválások.
- A filmben megjelenő számsorozat valójában nem 216, hanem 218 jegyű. Ennek oka talán az lehet, hogy az alkotók elkerüljék, hogy maga a film további spekulációk forrása legyen, mint az néhány sci-fi esetén előfordult.
- A bemutatott sorozat nem látszik alkalmasnak 216 betűből álló héber szöveg, név kódolására. Egy arab számjeggyel csak tíz féle héber mássalhangzó különböztethető meg. Kettes csoportokban már elég, sőt sok, de ezzel kevesebb mint 216 karakterből álló héber szöveg kódolható. Modernebb, a gemátriában nem használt módszerekkel persze esetleg lehet megoldás a problémára. Sőt ilyenbe akár maga a pí is beleerőltethető.

Hármas csoportokban viszont pont 72 triád jönne ki. Isten 72 betűs titkos neve valóban tárgya a kabbalisztikus kutatásoknak, de itt még inkább felmerül, mi szükség lenne 1000 kombinációs lehetőségre 22 féle héber betű kódolására. (Esetleg a magánhangzó punktáció jelölése kerülhetne itt szóba.)
- Egyes gondolatmenetek laikusok számára is jól kivehetően kissé elemista szintű fejtegetések. És nehezen képzelhető el az is, hogy egy egyetemet végzett matematikus először a barátjától hall Arkhimédész Heurékás történetéről vagy egy kávéházi ismerősétől a gemátriáról. Talán ezt a dramaturgiai problémát hidalná át az az utalás, hogy Max annyira szakbarbár, hogy jóformán még a Hamletről se hallott. Ennek oka talán az lehet, hogy Max olyan matematikai csodagyerek volt, akit nagyon fiatal korában kiemeltek, s így nem tanult közismereti tárgyakat.[2]
- Egyéb, kevésbé feltűnő hibák felsorolását lásd: IMDb (angolul)
- A hangyáról mutatott közelkép és a kapcsolódó jelenet Saul Bass Negyedik fázis (1974) című filmjének emlékezetes epizódját idézi.

## Hasonló történetek
Irodalom:
- Arthur C. Clarke: Isten kilencmilliárd neve (The Nine Billion Names of God, írta 1953-ban) című novellája
- John Updike: Így látja Roger (Roger's Version, 1986), Forum / Európa, Újvidék, Budapest, 1989, fordította: Göncz Árpád, ISBN 9630749483
- Aposztolosz Doxiadisz: Petrosz bácsi és a Goldbach-sejtés, Európa, Budapest, 2004, fordította: Papolczy Péter, ISBN 9789630775182

Filmek:
- A szem tükrében (I Origins, amerikai sci-fi, 2014, rendezte: Mike Cahill)
- Meteo (magyar sci-fi, 1990, rendezte: Mész András)
- Illumináció (Iluminacja, lengyel filmdréma, 1973, rendezte: Krzysztof Zanussi)

Dokumentumfilmek:
- Rejtett kód a Bibliában (The God Code, két részes amerikai dokumentumfilm, 2018, rendezte: Steven McGovern) Timothy és Joseph Smith hasonló kutatásairól
- A kód (The Code, angol ismeretterjesztő film, 2011, rendezte: Stephen Cooter) Marcus du Sautoy professzor beszél a pi matematikai jelentéséről, jelentőségéről.